# لاوری کورپیکوسکی
لاوری کورپیکوسکی (انگلیسی: Lauri Korpikoski؛ زادهٔ ۲۸ ژوئیهٔ ۱۹۸۶) بازیکن هاکی روی یخ اهل فنلاند است.
از باشگاه‌هایی که در آن بازی کرده‌است می‌توان به نیویورک رنجرز و فینیکس کایوتیس اشاره کرد.